# Eriosema tacuaremboense
Eriosema tacuaremboense là một loài thực vật có hoa trong họ Đậu. Loài này được Arechav. miêu tả khoa học đầu tiên.